# Plicatula miskito
Plicatula miskito is een tweekleppigensoort uit de familie van de Plicatulidae. De wetenschappelijke naam van de soort is voor het eerst geldig gepubliceerd in 1998 door Petuch.